# Olympique Team Algérie Tour AGLO37
Das Olympique Team Algérie Tour AGLO37 ist ein ehemaliges algerisches Radsportteam mit Sitz in Algier.
Die Mannschaft wurde 2012 gegründet und nimmt als Continental Team an den UCI Continental Circuits teil. Manager ist Chadli Boufaroua, der von den Sportlichen Leitern Samir Allam und Jean Michel Pommier unterstützt wird.

## Saison 2014

### Erfolge in der UCI Africa Tour
In den Rennen der Saison 2014 der UCI Africa Tour gelangen die nachstehenden Erfolge.
| Datum    | Rennen                   | Kat. | Fahrer          |
| -------- | ------------------------ | ---- | --------------- |
| 13. März | 5. Etappe Tour d’Algérie | 2.2  | Hichem Chaabane |

### Zugänge – Abgänge
| Zugänge                   | Team 2013           | Abgänge              | Team 2014 |
| ------------------------- | ------------------- | -------------------- | --------- |
| Mohamed Hafid Jenadi      | Miche Ville d’Alger | Abdelaziz Bechlaghem | Unbekannt |
| Mouadh Bettira            | Vélo Club SOVAC     | Mhamed Boutbal       | Unbekannt |
| Hichem Chaabane           | Vélo Club SOVAC     | Youcef Hadj          | Unbekannt |
| Abderrahmane Bouchlagheme | Neoprofi            | Lahcen Zouache       | Unbekannt |

### Mannschaft
| Name                       | Geburtstag        | Nationalität |
| -------------------------- | ----------------- | ------------ |
| Khaled Abdenbi             | 28. Dezember 1988 | Algerien     |
| Abderrahmane Bouchlagheme  | 6. Juli 1995      | Algerien     |
| Mouadh Bettira             | 6. Juni 1992      | Algerien     |
| Hichem Chaabane            | 10. August 1988   | Algerien     |
| Mohamed Hafid Jenadi       | 19. Februar 1990  | Algerien     |
| Hichem Kab                 | 19. Februar 1993  | Algerien     |
| Nassim Saidi               | 9. Dezember 1994  | Algerien     |
| Mohamed el Mahdi Seguouini | 20. November 1994 | Algerien     |

## Platzierungen in UCI-Ranglisten
UCI Africa Tour
| Saison | Mannschaftswertung | Fahrerwertung         |
| ------ | ------------------ | --------------------- |
| 2012   | 18.                | Hichem Kab (106.)     |
| 2013   | 17.                | Khaled Abdenbi (159.) |
| 2014   | 11.                | Hichem Chaabane (18.) |